# Santiago Ayuquililla
Santiago Ayuquililla là một đô thị thuộc bang Oaxaca, México. Năm 2005, dân số của đô thị này là 2261 người.